# Teresa Palmisano
Teresa Gere Palmisano (Los Angeles, 5 gennaio 1969) è un'ex cestista statunitense.

## Carriera
Centro di 187 cm, ha giocato in Serie A1 con Parma, Taranto, Rovereto, Termini Imerese, in LFB francese con Aix-en-Provence, in LNA svizzera con Morgins e LFB portoghese con Funchal.

## Palmarès
- Campionato italiano: 1
Taranto Cras: 2002-03
- Coppa Italia: 1
Taranto Cras: 2003